# 利卡
利卡（發音：[lǐːka]）是克羅埃西亞的傳統地理分區之一，位於克羅埃西亞的中部地區。這一地區的主要都市有戈斯皮奇、奧托查茨、格拉查茨等。著名的十六湖國家公園也位於利卡地區。利卡的農業比較發達，而工業規模則相對較小，主要是木材加工產業。旅遊業是利卡地區的潛力產業，這裡不僅擁有兩個國家公園，而且還靠近達爾馬提亞的避暑地。

## 著名人物
- 尼古拉·特斯拉（1856年－1943年）：著名的发明家，物理学家，出生于利卡的斯米连。[3]